# Рудас
Рудас — река в России, протекает в Подосиновском районе Кировской области. Устье реки находится в 108 км по правому берегу реки Пушма. Длина реки составляет 19 км.
Исток реки находится на возвышенности Северные Увалы в 10 км к северо-востоку от посёлка Пушма близ границы с Лузским районом. В верхнем течении течёт на юг, в среднем поворачивает на запад, в нижнем вновь поворачивает на юг. Всё течение проходит по холмистому, ненаселённому лесу. Впадает в Пушму чуть выше посёлка Пушма.

## Данные водного реестра
По данным государственного водного реестра России и геоинформационной системы водохозяйственного районирования территории РФ, подготовленной Федеральным агентством водных ресурсов:
- Бассейновый округ — Двинско-Печорский
- Речной бассейн — Северная Двина
- Речной подбассейн — Малая Северная Двина
- Водохозяйственный участок — Юг
- Код водного объекта — 03020100212103000011368